# Öndör Gegeen Zanabazar
Öndör Guegueen Zanabazar (en mongol, alfabeto cirílico: Өндөр Гэгээн Занабазар Öndör Gegeen Zanabazar, literalmente «Alto Santo Zanabazar»; nombre de nacimiento: en mongol: Ишдорж Ishdorj, en tibetano: ཡེ་ཤེས་རྡོ་རྗེ Wylie: ye shes rdo rje;  n. 1635 en Yesönzüil, actual provincia (aimag) Övörjangai, Mongolia–f. 1723 en Pekín, actual República Popular China) fue el decimosexto Yebtsundamba Jutuktu (en mongol: Жавзандамба хутагт Javzandamba hutagt, en tibetano: རྗེ་བཙུན་དམ་པ་ཧུ་ཐུག་ཐུ་ Wylie: rje btsun dam pa hu thug tu) y el primer Bogd Guegueen (líder de la escuela gelug en Mongolia).
Fue hijo del Tusheet Kan, en 1639 a los cuatro años de edad fue reconocido por la junta de los nobles jalja como el líder espiritual de los mongoles jalja. Más tarde el quinto dalái lama, Ngawang Lobsang Gyatso reconoció en él nueva encarnación del escolar budista Taranatha y le otorgó el nombre Jñānavajra (en sánscrito: ज्ञानवज्र, en versión mongola: Zanabazar) que significa «Rayo de Sabiduría». A lo largo de los 60 años de su actividad, Zanabazar propagó el budismo gelug entre los mongoles, suplantando el budismo sakya o sintetizándolo con las tradiciones gelug. Sus estrechos vínculos con los mongoles jalja y con el devoto emperador Kangxi le facilitaron la sumisión de los jalja a la dinastía Qing en 1691.
Además de su papel espiritual y político, Zanabazar fue también un erudito: escultor, pintor, arquitecto, poeta, diseñador de trajes, escolar y lingüista, inició el renacimiento cultural mongol del siglo XVII. Es conocido por sus esculturas a estilo nepalí: La Tara Blanca y Varajradhara, creadas en los años 1680. Para facilitar la traducción de los textos budistas tibetanos inventó la escritura soyombo, de la cual viene el símbolo Soyombo, en actualidad uno de los símbolos nacionales de Mongolia. Zanabazar utilizaba su arte para promoverlas enseñanzas del budismo en todos los niveles de la sociedad jalja y para unificar todas sus tribus en los tiempos de confusión social y política.

## Biografía

### Primeros años
Nació en 1635 en lo que en actualidad es conocido como el municipio de Yesönzüil, aimag de Övörjangai; sus padres fueron el kan Tusheet y su esposa Khandojamtso; su nombre de nacimiento fue Ishdorj. Su linaje se podía seguir directamente al mismo Gengis Kan. Su abuelo Abtai Sain Khan abrió los mongoles jalja a las enseñanzas del budismo gelug, su tío abuelo otorgó el título dalái lama (que viene del idioma mongol) al tercer líder de la escuela gelug, Sonam Gyatso.
Zanabazar desde muy temprana edad enseñaba señales de su prodigiosa inteligencia, habilidades lingüísticas y devoción religiosa. Durante su juventud se notaron varios milagros hechos por él, entre ellos el que a los tres años de edad fue capaz de recitar de memoria Jambaltsanjod (una oración a Manjusri). En 1639 en Shireet Tsagaan Nuur (unos 75 km al este de la antigua capital mongola Karakórum) la asamblea de los nobles jalja reconoció a Zanabazar como un öndör guegueen, «alto santo», cuando ese tenía cuatro años. La asamblea le nombró el líder espiritual supremo de los jalja y le llamó «el que blande el estandarte de la escuela sakya» y «el maestro de las multitudes» y le prometió obediencia. Su nombramiento como el líder de los jalja estrechó aún más los vínculos entre la aristocracia jalja y la jerarquía budista tibetana.
En 1647 estableció su centro religioso, un ger ambulante conocido como «el Monasterio del Oeste» (Baruun Jüree), más tarde renombrado como el monasterio Shanj. En 1649 Zanabazar fue enviado al Tíbet para recibir instrucciones religiosas de parte del mismo quinto dalái lama, Ngawang Lobsang Gyatso, y del cuarto panchen lama, Lobsang Chökyi Gyaltsen, en el monasterio Drepung. El dalái lama le reconoció como encarnación del escolar Taranatha quien lideró la escuela Jonang hasta su muerte un año antes del nacimiento de Zanabazar. Taranatha a su vez fue considerado como la XV encarnación de Jebtsundamba, uno de los 500 primeros discípulos de Buda Gautama; así el mismo Zanabazar fue reconocido como su XVI encarnación. Adicionalmente, la jerarquía budista le otorgó también el título bogd guegueen, «el más alto santo iluminado», designándole el lama más importante de Mongolia.

### Liderazgo espiritual

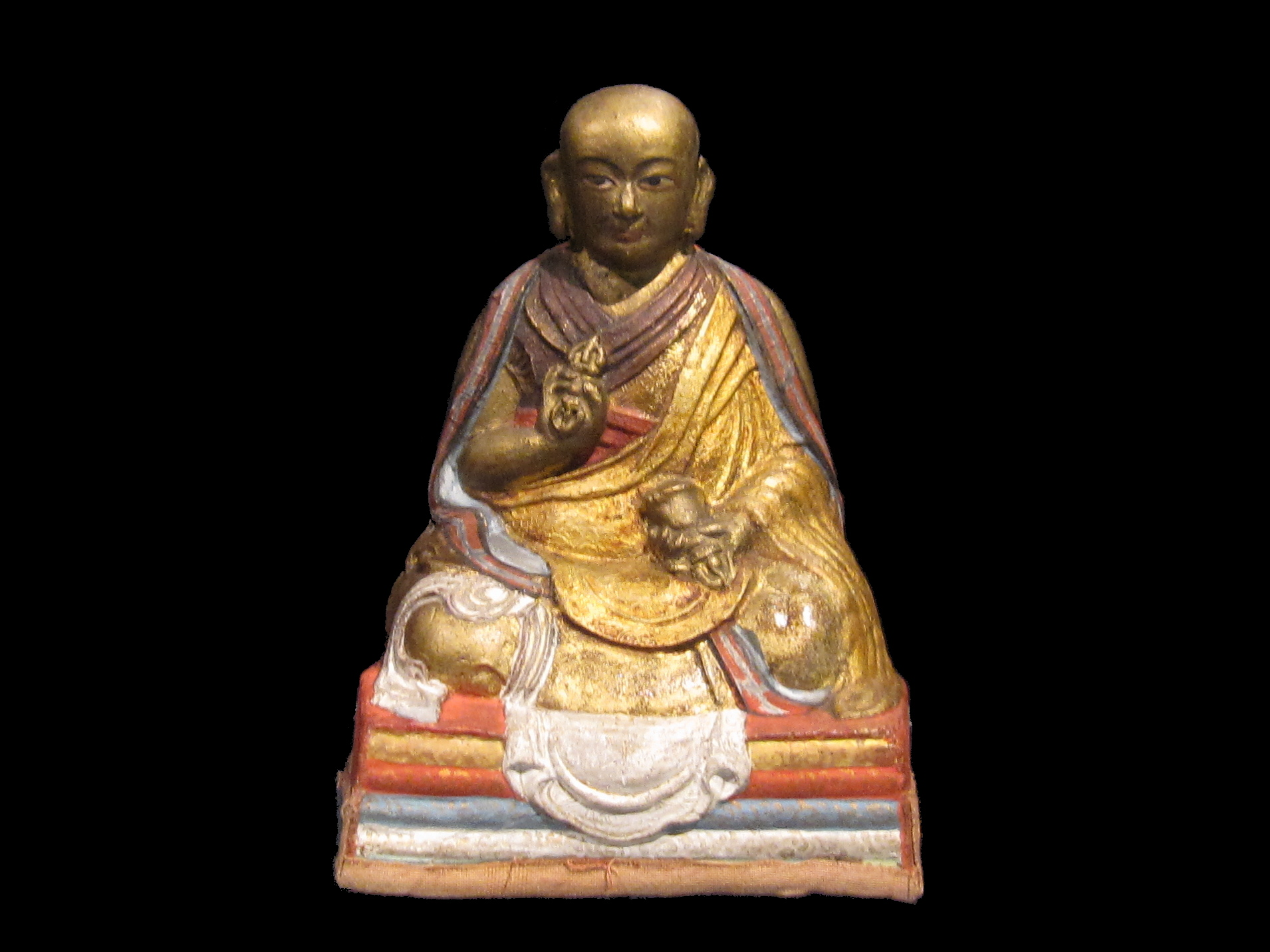
Estatua de Zanabazar.

Después de sus viajes al Tíbet en 1651 y 1656, Zanabazar y el grupo de los lamas tibetanos que viajaban junto con él fundaron en el territorio mongol varios monasterios y templos de influencias gelug, siendo los más importantes: la estupa con las reliquias de Taranatha, el monasterio Saridguiin en las montañas Khentii y unos cuantos templos ambulantes con pinturas, esculturas y objetos rituales al estilo nepalí, importados del Tíbet o creados por Zanabazar y sus alumnos.
A finales de los años 1650, Zanabazar consolidó aún más su autoridad política y espiritual sobre los mongoles jalja. Las yurtas (ger, en mongol) que recibió como regalos de sus fieles, se volvieron su residencia ambulante. Zanabazar estableció siete aimags, departaments monásticos para sobrevisar sus instituciones religiosas: el departamento del Tesoro, el de la Administración, el de la Alimentación, el del Honorable Doctor, el de Amdo, el de Orlog y el de Juujen Noyon.

### Sumisión a la autoridad Qing
Zanabazar intentó pacificar al líder Zungar Galdan Boshugtu Khan con sus regalos y textos religiosos rescritos y adornados personalmente por él. En 1686 atendió la conferencia de paz que iba a reconciliar al emperador Kangxi con los Zungares. A pesar de sus esfuerzos empezaron peleas y guerras entre los Zungares y Jaljas. Debido a la invasión de Galdan en 1688, Zanabazar y sus 20 000 hombres se vieron obligados a buscar refugio en los terrenos de la actual Mongolia Interior y protección del emperador Kangxi. En persecución, Galdan destruyó el monasterio de Erdene Zuu y otros monasterios y templos construidos por Zanabazar. En 1691 bajo la autoridad de Zanabazar, los tres líderes jalja se declararon vasallos de la dinastía Qing, un paso político decisivo que acabó con los últimos restos de la dinastía Yuan y le permitió a la Qing asumir el control sobre los kanes y fusionar las fuerzas jalja con el ejército imperial. Motivado por las peticiones de Zanabazar, al cual le admiraba profundamente, y por la amenaza ante un estado mongol unificado bajo la autoridad de los Zungares, el emperador Kangxi desplazó las tropas imperiales al norte, para dominar las fuerzas de Galdan.

### Últimos años
Durante la siguiente década, de 1691 a 1701, cuando el ejército Qing combatía contra las fuerzas Zungar por el control sobre Mongolia, Zanabazar permanecía en China, pasando los inviernos en Pekín y los veranos en Jehol (actual Rehe) junto con su mentor espiritual, el emperador Kangxi. Durante ese periodo solo una vez volvió a Mongolia, en 1699, para acudir al funeral de su hermano mayor, Tüsheet Khan Chankhuundorj. Kangxi otorgó a Zanabazar el título da lama («gran lama») y le invitó a acompañarle en su peregrinación al monte Wutai en 1698. Bajo la tutela de Zanabazar, la intensidad de la devoción del emperador aumentó notablemente en 1701.

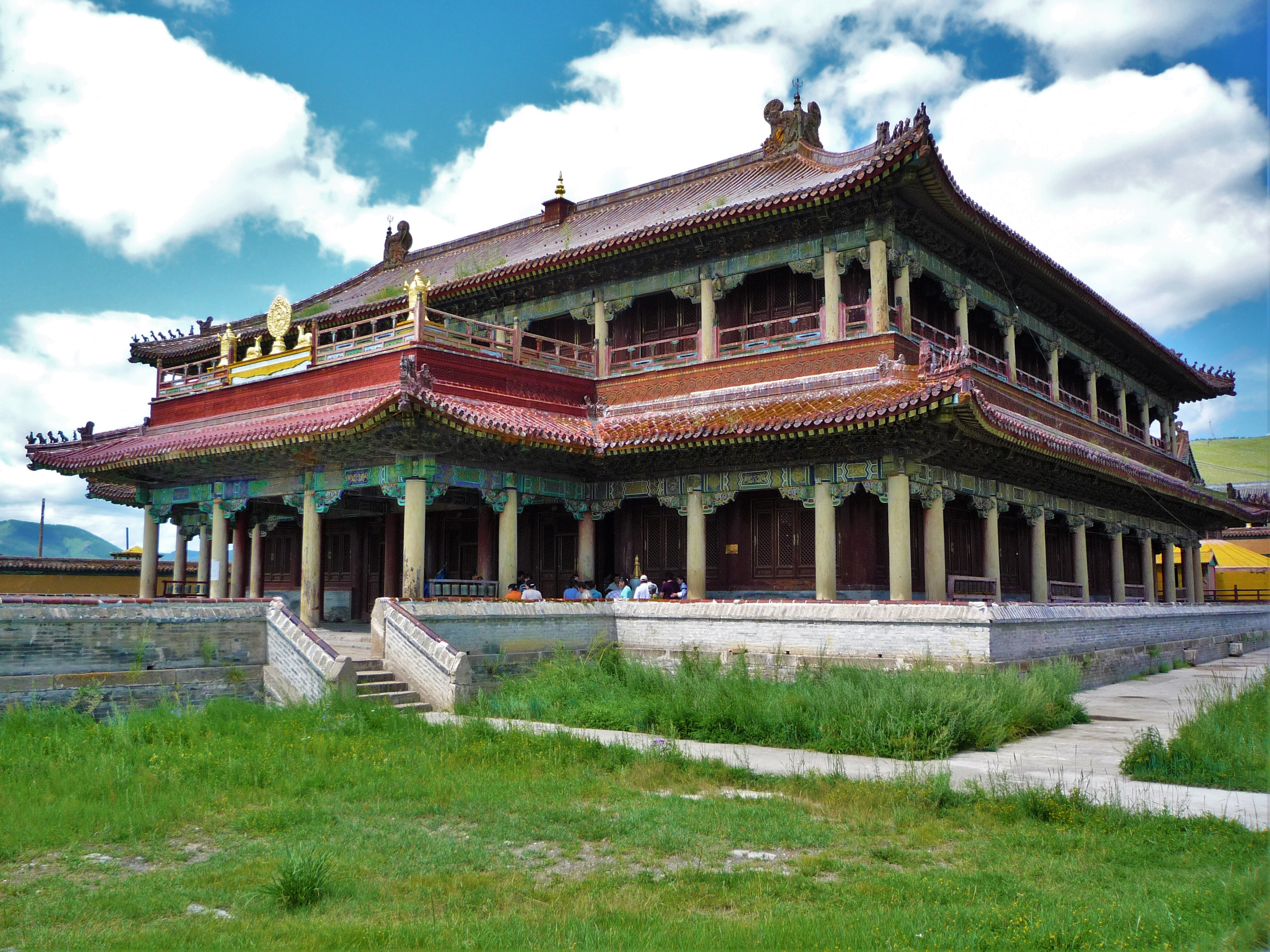
El monasterio Amarbayasgalant.

En 1697 el ejército de Kangxi venció decisivamente a Galdan en la batalla de Jao Modo. En 1701, a los 66 años de la edad, Zanabazar finalmente se reasentó en Mongolia de los jalja para supervisar la renovación del monasterio Erdene Zuu, destruido en 1688 por las tropas de Galdan. Durante los próximos años, supervisó las construcciones de otros monasterios budistas en Mongolia, mientras tanto viajando anualmente a Pekín para reunirse con el emperador. El emperador Kangxi murió el 20 de diciembre de 1722. Zanabazar se dirigió inmediatamente a Pekín para dirigir los ritos funerarios en honor al emperador. El mismo Zanabazar murió a los 88 años de edad, tan solo seis meses después de Kangxi, en Pekín el 18 de febrero de 1723, según algunos envenenado por el nuevo emperador. Su cuerpo fue embalsamado, devuelto a Mongolia y momificado. El hijo de Kangxi, el nuevo emperador Yongzheng mandó construir un monasterio al estilo chino dedicado a deidad patrona de Zanabazar, el Buda Maitreya, dando a ese propósito 100 000 liang de plata, la construcción del monasterio no se finalizó hasta la muerte de él mismo en 1736. Finalmente, en 1779, el cuerpo de Zanabazar descansó allí, en el monasterio Amarbayasgalant («el Monasterio de la Bendita Paz»). En 1937 el monasterio fue saqueado por comunistas mongoles y el cuerpo de Zanabazar profanado y quemado en las colinas que están en la cercanía.

## Arte

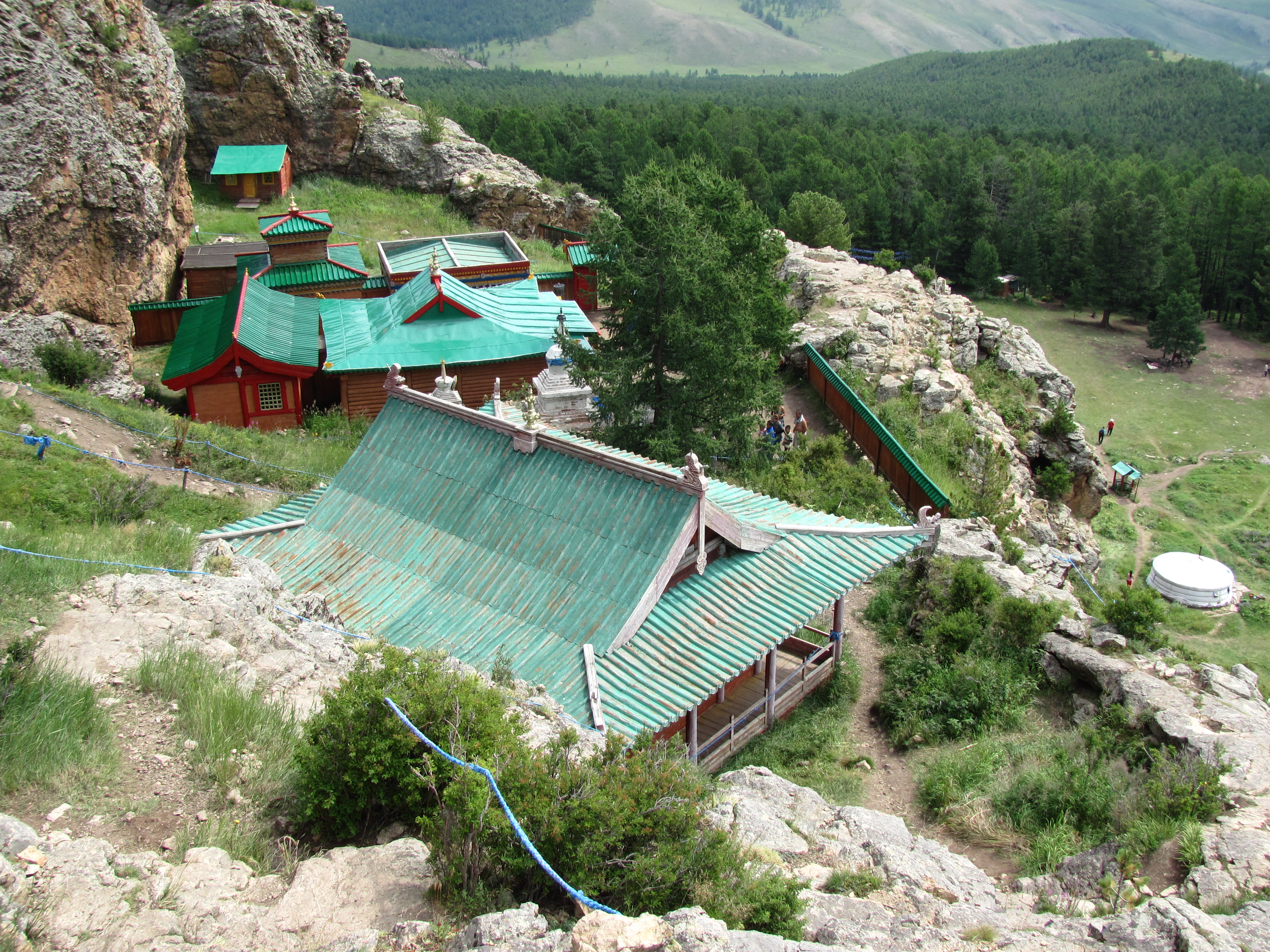
El monasterio Tövjön.

Zanabazar es reconocido en varios países de Asia como gran escultor, el mejor de Mongolia, llamado a veces el «Miguel Ángel mongol», ya que a él se debe el «renacimiento mongol». Durante su estancia en el Tíbet, Zanabazar empezó a admirar el estilo nepalí, favorito de la escuela gelug, el cual tuvo mucha influencia en su propio estilo. Desde su regreso del Tíbet, revivió el arte de crear imágenes de cobre y bronce. En los años 1670 y 1680, él y sus alumnos en el monasterio Tövjön crearon cientos de piezas artísticas utilizadas más tarde para adornar monasterios y templos que iba fundando a lo largo y ancho del país.
Zanabazar diseñó también los hábitos rituales de los lamas, recompuso las melodías de los cánticos y modificó los esquemas de las ceremonias religiosas, así como introdujo nuevos textos rituales.

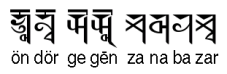
Escritura soyombo.

En 1686 construyó la escritura soyombo para facilitar las traducciones entre los idiomas mongol y tibetano y sánscrito. Esta escritura se puede hallar en textos religiosos e históricos y en las inscripciones de los templos en Mongolia. De este alfabeto proviene el símbolo Soyombo, que fue declarado más tarde uno de los símbolos nacionales de Mongolia, en 1921 apareció en la bandera de Mongolia, en 1960 en su emblema, así como en las monedas, sellos postales, etc.
| Estatua de la Tara Blanca en el Museo de Zanabazar de Artes Finas. |
| Tara Blanca                                                        |

| Una estatua en el Museo de Zanabazar de Artes Finas. |
| Detalle de la estatua de Zanabazar                   |

| Estatua de Akshobhya en el Museo de Zanabazar de Artes Finas.. |
| Estatua de Akshobhya                                           |

| Estatua de Manjusri en el Museo de Zanabazar de Artes Finas.. |
| Estatua de Manjusri                                           |

## Legado

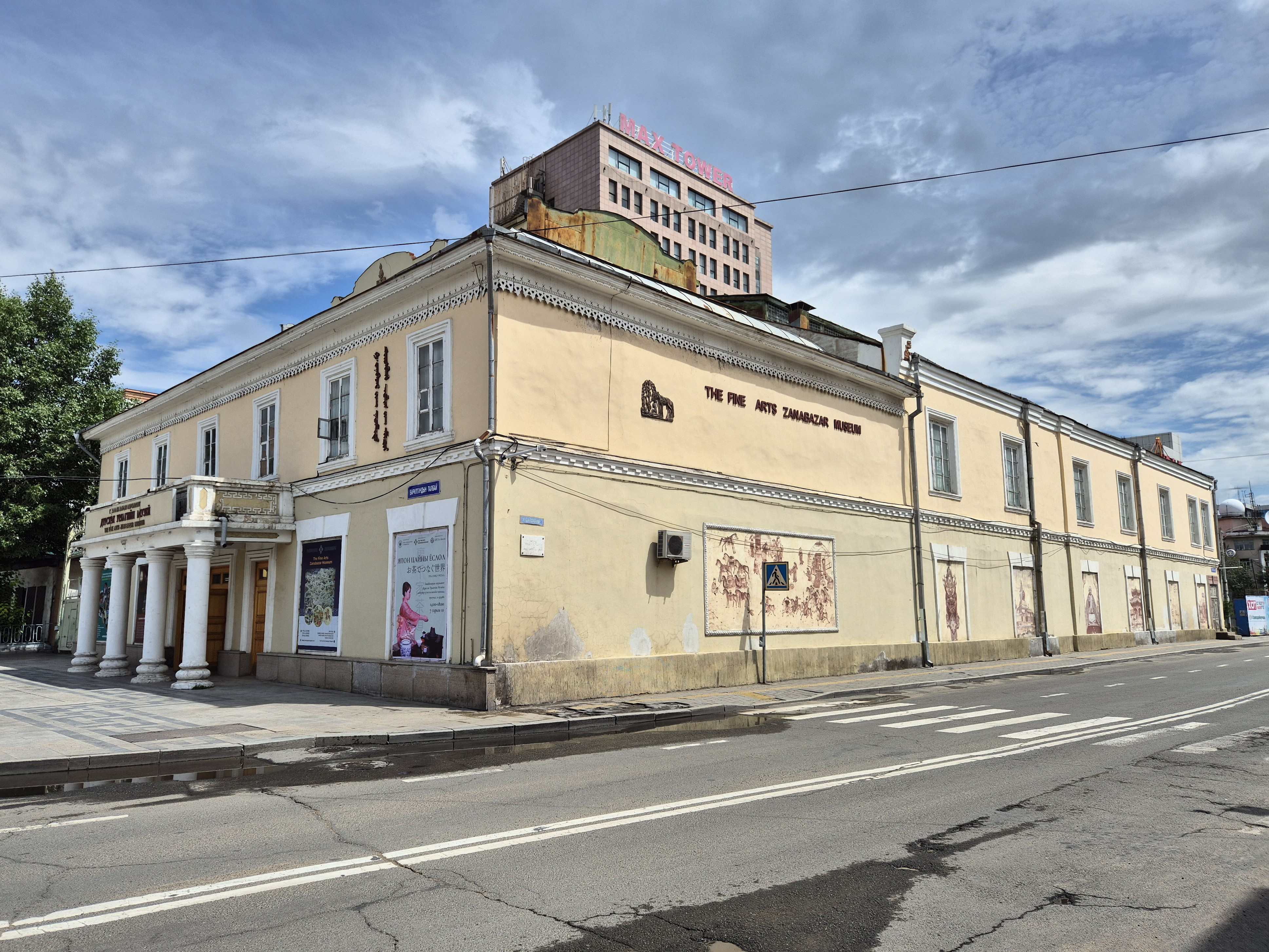
Museo de Zanabazar

En actualidad, Zanabazar es considerado una de las figuras históricas más prominentes de Mongolia por propagar el budismo en Mongolia y por crear una identidad cultural única para el país. Sus obras artísticas son consideradas como el apogeo del renacimiento cultural mongol del siglo XVII. Incluso durante la era comunista, contaba con el reconocimiento oficial como un artista y escolar prodigioso (no haciendo mención alguna sobre sus roles religiosos). Sin embargo, en cuanto a su rol político, las autoridades comunistas le consideraban un traidor y engañador de masas, responsable de la pérdida de la soberanía mongola a favor de los manchú. En el periodo democrático, no obstante, se revaluó su papel político, admitiéndole méritos de negociar a favor de los intereses mongoles en la corte imperial china.
En 1965 se inauguró en Ulán Bator el Museo de Artes Finas Zanabazar, el cual cuenta con la colección más grande de sus obras. En 1970 en Ulán Bator se fundó la Universidad Budista de Zanabazar. La calle principal de la capital mongola lleva su nombre (Өндөр Гэгээн Занабазарын гудамж Öndör Gegeen Zanabazaryn gudamj). En 2009 un género de dinosaurios descubierto en Mongolia fue llamado en su honor (Zanabazar, Norell et al., 2009).